# Hluboký (Ostrov)
Hluboký (německy Tiefenbach) je malá vesnice, část města Ostrov v okrese Karlovy Vary v Karlovarském kraji. Nachází se asi 3,5 kilometru severozápadně od Ostrova. Hluboký je také název katastrálního území o rozloze 2,97 km².

## Historie
První písemná zmínka o vesnici pochází z roku 1557.

## Obyvatelstvo
Při sčítání lidu v roce 1921 zde žilo 146 obyvatel (z toho 78 mužů), z nichž bylo 144 Němců a dva cizinci. Všichni se hlásili k římskokatolické církvi. Podle sčítání lidu z roku 1930 měla vesnice 143 obyvatel: jednoho Čechoslováka a 142 Němců. I tentokrát všichni byli římskými katolíky.
| Rok            | 1869 | 1880 | 1890 | 1900 | 1910 | 1921 | 1930 | 1950 | 1961 | 1970 | 1980 | 1991 | 2001 | 2011 | 2021 |
| -------------- | ---- | ---- | ---- | ---- | ---- | ---- | ---- | ---- | ---- | ---- | ---- | ---- | ---- | ---- | ---- |
| Počet obyvatel | 126  | 141  | 130  | 147  | 159  | 146  | 143  | 74   | 81   | 54   | 64   | 47   | 63   | 78   | 102  |
| Počet domů     | 22   | 22   | 22   | 22   | 22   | 23   | 26   | 26   | 26   | 13   | 13   | 17   | 18   | 23   | 36   |

## Obecní správa
Při sčítání lidu v letech 1869–1950 Hluboký byl samostatnou obcí, se kterým patřil nejprve do okresu Jáchymov, ale v roce 1950 v okrese Karlovy Vary-okolí. V letech 1961–1975 byl častí obce Kfely v okrese Karlovy Vary. Od 1. července 1975 je částí města Ostrov v okrese Karlovy Vary.